# Manuel Moreno Sánchez
Manuel Moreno Sánchez (Aguascalientes, 1908 - aldaar, 1993) was een Mexicaans politicus en jurist.
Moreno Sánchez was afkomstig uit de staat Aguascalientes. Hij studeerde recht aan de Nationale Autonome Universiteit van Mexico (UNAM), waar hij in 1929 deelnam aan de studentenprotesten die leidden tot de toekenning van autonomie aan die universiteit en steunde in datzelfde jaar de presidentscampagne van José Vasconcelos. Moreno Sánchez doceerde recht aan verschillende universiteiten, vervulde verschillende justitiële functies en sloot zich aan bij de Institutioneel Revolutionaire Partij (PRI), waarvoor hij in 1943 in de Kamer van Afgevaardigden. Moreno was senator van 1958 tot 1964 en diende als voorzitter van de senaat. Vervolgens vervulde hij een aantal diplomatieke functies, waaronder die van ambassadeur in Italië en Venezuela. 
Nadat de PRI toenemend repressiever begon op te treden vervreemdde hij zich van de partij en na het bloedbad van Tlatelolco in 1968 zegde hij zijn partijlidmaatschap op. Moreno Sánchez richtte de Sociaaldemocratische Partij (PSD) op, die in 1981 officiële erkenning verkreeg. In 1982 was hij presidentskandidaat voor de PSD, doch haalde slechts 0,20% van de stemmen, waarmee de partij verdween. Hij overleed elf jaar later in zijn geboorteplaats.